# Australoxenella zborowskii
Australoxenella zborowskii är en skalbaggsart som beskrevs av Ross Storey och Henry Fuller Howden 1996. Australoxenella zborowskii ingår i släktet Australoxenella och familjen Aphodiidae. Inga underarter finns listade.